# MPEG-1 Audio Layer II
MPEG-1 Audio Layer II ou MPEG-2 Audio Layer II (MP2, às vezes incorretamente chamado de Musicam ou MUSICAM) é um formato de compressão de áudio com perdas definido pela ISO/IEC 11172-3 juntamente com MPEG-1 Audio Layer I e MPEG-1 Audio Layer III (MP3). Embora o MP3 seja muito mais popular para aplicações de PC e Internet, o MP2 continua sendo um padrão dominante para transmissão de áudio.

## História do desenvolvimento do MP2 para o MP3

### MUSICAM
A codificação MPEG-1 Audio Layer 2 foi derivada do codec de áudio MUSICAM (Masking pattern adaptation Universal Subband Integrated Coding And Multiplexing), desenvolvido pelo Centre commun d'études de télévision et télécommunications (CCETT), Philips e o Institut für Rundfunktechnik (IRT) em 1989 como parte da iniciativa pan-europeia de pesquisa e desenvolvimento intergovernamental EUREKA 147 para o desenvolvimento de um sistema para transmissão de áudio e dados para receptores fixos, portáteis ou móveis (estabelecida em 1987).
Tudo começou como o projeto Digital Audio Broadcast (DAB) gerenciado por Egon Meier-Engelen do Instituto Alemão de Pesquisa e Experimental para Aeroespacial (mais tarde denominado Deutsches Zentrum für Luft- undRaum, Centro Aeroespacial Alemão) na Alemanha. A Comunidade Europeia financiou este projecto, vulgarmente conhecido como EU-147, de 1987 a 1994 como parte do programa de investigação EUREKA.
O sistema Eureka 147 compreendia três elementos principais: codificação de áudio MUSICAM (padrão de máscara, codificação e multiplexação integrada de sub-banda universal), codificação e multiplexação de transmissão e modulação COFDM.
O MUSICAM foi um dos poucos codecs capazes de atingir alta qualidade de áudio em taxas de bits na faixa de 64 a 192 kbit/s por canal monofônico. Ele foi projetado para atender aos requisitos técnicos da maioria das aplicações (no campo da transmissão, telecomunicações e gravação em mídia de armazenamento digital) — baixo atraso, baixa complexidade, robustez a erros, unidades de acesso curto, etc.
Como um predecessor do formato e tecnologia MP3, o codec perceptual MUSICAM é baseado em aritmética inteira de 32 subbandas transformadas, conduzidas por um modelo psicoacústico. Ele foi projetado principalmente para Digital Audio Broadcasting e TV digital, e divulgado pela CCETT (França) e IRT (Alemanha) em Atlanta durante uma conferência IEEE-ICASSP. Este codec incorporado a um sistema de transmissão usando modulação COFDM foi demonstrado no ar e em campo junto com a Rádio Canadá e a CRC Canadá durante o show da NAB (Las Vegas) em 1991. A implementação da parte de áudio deste sistema de transmissão foi baseada em um codificador de dois chips (um para a transformação de subbanda, um para o modelo psicoacústico projetado pela equipe de G. Stoll (IRT Alemanha), mais tarde conhecido como modelo psicoacústico I no padrão de áudio ISO MPEG) e um decodificador em tempo real usando um chip DSP Motorola 56001 executando um software de aritmética inteira projetado pela equipe de YF Dehery (CCETT, França). A simplicidade do decodificador correspondente, juntamente com a alta qualidade de áudio deste codec, usando pela primeira vez uma frequência de amostragem de 48 kHz e um formato de entrada de 20 bits/amostra (o mais alto padrão de amostragem disponível em 1991, compatível com o padrão de estúdio de entrada digital profissional AES/EBU), foram os principais motivos para adotar posteriormente as características do MUSICAM como recursos básicos para um codec avançado de compressão de música digital, como o MP3.
O algoritmo de codificação de áudio usado pelo sistema Eureka 147 Digital Audio Broadcasting (DAB) foi submetido ao processo de padronização dentro do ISO/Moving Pictures Expert Group (MPEG) em 1989-94. A codificação de áudio MUSICAM foi usada como base para alguns esquemas de codificação de áudio MPEG-1 e MPEG-2. A maioria dos principais recursos do áudio MPEG-1 foram herdados diretamente do MUSICAM, incluindo o banco de filtros, processamento de domínio de tempo, tamanhos de quadros de áudio, etc. No entanto, melhorias foram feitas e o algoritmo MUSICAM real não foi usado no padrão final MPEG-1 Audio Layer II.
Desde a finalização do MPEG-1 Audio e MPEG-2 Audio (em 1992 e 1994), o algoritmo MUSICAM original não é mais usado. O nome MUSICAM é frequentemente usado erroneamente quando se refere ao MPEG-1 Audio Layer II. Isso pode causar alguma confusão, porque o nome MUSICAM é uma marca registrada de diferentes empresas em diferentes regiões do mundo. (Musicam é o nome usado para MP2 em algumas especificações para Astra Digital Radio, bem como nos documentos DAB da BBC.)
O Projeto Eureka 147 resultou na publicação do Padrão Europeu, ETS 300 401 em 1995, para DAB que agora tem aceitação mundial. O padrão DAB usa o MPEG-1 Audio Layer II (ISO/IEC 11172-3) para frequência de amostragem de 48 kHz e o MPEG-2 Audio Layer II (ISO/IEC 13818-3) para frequência de amostragem de 24 kHz.

### MPEG Audio
No final da década de 1980, o Moving Picture Experts Group (MPEG) da ISO iniciou um esforço para padronizar a codificação digital de áudio e vídeo, que deveria ter uma ampla gama de aplicações em transmissão de rádio e TV digital (mais tarde DAB, DMB, DVB) e uso em CD-ROM (mais tarde Video CD). A codificação de áudio MUSICAM foi uma das 14 propostas para o padrão de áudio MPEG-1 que foram enviadas à ISO em 1989.
O padrão de áudio MPEG-1 foi baseado nos formatos de áudio MUSICAM e ASPEC existentes. O padrão de áudio MPEG-1 incluía as três "camadas" de áudio (técnicas de codificação) agora conhecidas como Layer I (MP1), Layer II (MP2) e Layer III (MP3). Todos os algoritmos para MPEG-1 Audio Layer I, II e III foram aprovados em 1991 como o rascunho do comitê ISO-11172 e finalizados em 1992 como parte do MPEG-1, o primeiro conjunto de padrões do MPEG, que resultou no padrão internacional ISO/IEC 11172-3 (também conhecido como MPEG-1 Audio ou MPEG-1 Parte 3), publicado em 1993. Trabalhos posteriores sobre áudio MPEG foram finalizados em 1994 como parte do segundo conjunto de padrões MPEG, MPEG-2, mais formalmente conhecido como padrão internacional ISO/IEC 13818-3 (também conhecido como MPEG-2 Parte 3 ou MPEG-2 Audio compatível com versões anteriores ou MPEG-2 Audio BC), publicado originalmente em 1995. O MPEG-2 Parte 3 (ISO/IEC 13818-3) definiu taxas de bits e taxas de amostragem adicionais para MPEG-1 Audio Layer I, II e III. As novas taxas de amostragem são exatamente metade daquelas definidas originalmente para MPEG-1 Audio. O MPEG-2 Parte 3 também aprimorou o áudio do MPEG-1 ao permitir a codificação de programas de áudio com mais de dois canais, até 5.1 multicanal.
O componente Layer III (MP3) usa um algoritmo de compressão com perdas que foi projetado para reduzir bastante a quantidade de dados necessária para representar uma gravação de áudio e soar como uma reprodução decente do áudio original não compactado para a maioria dos ouvintes.

### Prêmio Emmy de Engenharia
CCETT (França), IRT (Alemanha) e Philips (Holanda) ganharam um prêmio Emmy de Engenharia 2000 pelo desenvolvimento de um sistema de compressão de áudio digital de dois canais conhecido como Musicam ou MPEG Audio Layer II.

## Especificações técnicas
A camada de áudio MPEG-1 II é definida na ISO/IEC 11172-3 (MPEG-1 Parte 3)
- Taxas de amostragem: 32, 44,1 e 48 kHz
- Taxas de bits: 32, 48, 56, 64, 80, 96, 112, 128, 160, 192, 224, 256, 320 e 384 kbit/s

Uma extensão foi fornecida na Camada de Áudio MPEG-2 II e é definida na ISO/IEC 13818-3 (MPEG-2 Parte 3)
- Taxas de amostragem adicionais: 16, 22,05 e 24 kHz
- Taxas de bits adicionais: 8, 16, 24, 40 e 144 kbit/s
- Suporte multicanal - até 5 canais de áudio de gama completa e um canal LFE (canal de aprimoramento de baixa frequência)

O formato é baseado em quadros digitais sucessivos de 1152 intervalos de amostragem com quatro formatos possíveis:
- formato mono
- formato estéreo
- formato estéreo conjunto codificado em intensidade (irrelevância estéreo)
- formato de canal duplo (não correlacionado)

### Taxa de bits variável
O áudio MPEG pode ter taxa de bits variável (VBR), mas não é amplamente suportado. A camada II pode usar um método chamado comutação de taxa de bits. Cada quadro pode ser criado com uma taxa de bits diferente. De acordo com a ISO/IEC 11172-3:1993, Seção 2.4.2.3: Para fornecer o menor atraso e complexidade possíveis, o decodificador (áudio MPEG) não é obrigado a suportar uma taxa de bits continuamente variável quando na Layer I ou II.

## Como funciona o formato MP2
- MP2 é um codificador de áudio de sub-banda, o que significa que a compressão ocorre no domínio do tempo com um banco de filtros de baixo atraso produzindo 32 componentes de domínio de frequência. Em comparação, MP3 é um codificador de áudio de transformação com banco de filtros híbrido, o que significa que a compressão ocorre no domínio da frequência após uma transformação híbrida (dupla) do domínio do tempo.
- MPEG Audio Layer II é o algoritmo central dos padrões MP3. Todas as características psicoacústicas e estruturas de formato de quadro do formato MP3 são derivadas do algoritmo e formato básicos do MP2.
- O codificador MP2 pode explorar redundâncias entre canais usando codificação de intensidade "estéreo conjunta" opcional.
- Assim como o MP3, o MP2 é um formato de codificação perceptual, o que significa que ele remove informações que o sistema auditivo humano não será capaz de perceber facilmente. Para escolher quais informações remover, o sinal de áudio é analisado de acordo com um modelo psicoacústico, que leva em consideração os parâmetros do sistema auditivo humano. Pesquisas em psicoacústica mostraram que se houver um sinal forte em uma determinada frequência, então sinais mais fracos em frequências próximas à frequência do sinal forte não podem ser percebidos pelo sistema auditivo humano. Isso é chamado de mascaramento de frequência. Codecs de áudio perceptuais aproveitam esse mascaramento de frequência ignorando informações em frequências que são consideradas imperceptíveis, permitindo assim que mais dados sejam alocados para a reprodução de frequências perceptíveis.
- O MP2 divide o sinal de áudio de entrada em 32 sub-bandas, e se o áudio em uma sub-banda for considerado imperceptível, então essa sub-banda não é transmitida. O MP3, por outro lado, transforma o sinal de áudio de entrada para o domínio de frequência em 576 componentes de frequência. Portanto, o MP3 tem uma resolução de frequência maior do que o MP2, o que permite que o modelo psicoacústico seja aplicado de forma mais seletiva do que para o MP2. Então o MP3 tem maior escopo para reduzir a taxa de bits.
- O uso de uma ferramenta de codificação de entropia adicional e maior precisão de frequência (devido ao maior número de subbandas de frequência usadas pelo MP3) explica por que o MP3 não precisa de uma taxa de bits tão alta quanto o MP2 para obter uma qualidade de áudio aceitável. Por outro lado, o MP2 mostra um comportamento melhor do que o MP3 no domínio do tempo, devido à sua resolução de frequência mais baixa. Isso implica em menos atraso de tempo do codec — o que pode tornar a edição de áudio mais simples — bem como "robustez" e resistência a erros que podem ocorrer durante o processo de gravação digital ou durante erros de transmissão.
- O banco de filtros de sub-banda MP2 também fornece um recurso inerente de "ocultação transitória", devido ao efeito de mascaramento temporal específico de seu filtro-mãe. Essa característica única da família de áudio MPEG-1 implica uma qualidade de som muito boa em sinais de áudio com mudanças rápidas de energia, como sons percussivos. Como os formatos MP2 e MP3 usam o mesmo banco de filtros de sub-banda básico, ambos se beneficiam dessa característica.

## Aplicações do MP2
Parte dos padrões de rádio digital DAB e televisão digital DVB.
O MPEG-1 Audio Layer II é comumente usado na indústria de transmissão para distribuir áudio ao vivo por satélite, ISDN e conexões de rede IP, bem como para armazenamento de áudio em sistemas de reprodução digital. Um exemplo é o sistema de distribuição de programação PRSS Content Depot da NPR. O Content Depot distribui áudio MPEG-1 L2 em um wrapper Broadcast Wave File. O MPEG2 com cabeçalhos RIFF (usado em .wav) é especificado nos padrões RIFF/WAV. Como resultado, o Windows Media Player reproduzirá diretamente os arquivos do Content Depot, no entanto, os players .wav menos inteligentes geralmente não o fazem. Como o processo de codificação e decodificação teria sido um dreno significativo nos recursos da CPU nas primeiras gerações de sistemas de transmissão de transmissão, os sistemas de transmissão de transmissão profissionais geralmente implementam o codec em hardware, como delegando a tarefa de codificação e decodificação a uma placa de som compatível em vez da CPU do sistema.
MPEG-1 Audio Layer II é o formato de áudio usado em Digital Audio Broadcast (DAB), um padrão de rádio digital para transmissão de serviços de rádio de áudio digital em muitos países ao redor do mundo. O departamento de Pesquisa e Desenvolvimento da BBC afirma que pelo menos 192 kbit/s são necessários para uma transmissão estéreo de alta fidelidade:
Um valor de 256 kbit/s foi julgado para fornecer um sinal de transmissão estéreo de alta qualidade. No entanto, uma pequena redução, para 224 kbit/s, é frequentemente adequada e, em alguns casos, pode ser possível aceitar uma redução adicional para 192 kbit/s, especialmente se a redundância no sinal estéreo for explorada por um processo de codificação 'estéreo conjunto' (ou seja, alguns sons que aparecem no centro da imagem estéreo não precisam ser enviados duas vezes). A 192 kbit/s, é relativamente fácil ouvir imperfeições em material de áudio crítico.— BBC R&D White Paper WHP 061 June 2003
Todos os reprodutores de DVD-Vídeo em países PAL contêm decodificadores MP2 estéreo, tornando o MP2 um possível concorrente do Dolby Digital nesses mercados. Os reprodutores de DVD-Vídeo em países NTSC não são obrigados a decodificar áudio MP2, embora a maioria o faça. Enquanto alguns gravadores de DVD armazenam áudio em MP2 e muitos DVDs de autoria do consumidor usam o formato, DVDs comerciais com trilhas sonoras MP2 são raros.
MPEG-1 Audio Layer II é o formato de áudio padrão usado nos formatos Video CD e Super Video CD (VCD e SVCD também suportam taxa de bits variável e MPEG Multichannel, conforme adicionado pelo MPEG-2).
MPEG-1 Audio Layer II é o formato de áudio padrão usado no padrão MHP para decodificadores.
MPEG-1 Audio Layer II é o formato de áudio usado em filmadoras HDV.
Arquivos MP2 são compatíveis com alguns reprodutores de áudio portáteis.

## Nomenclatura e extensões
O termo MP2 e a extensão do nome do arquivo .mp2 geralmente se referem a dados MPEG-1 Audio Layer II, mas também podem se referir a MPEG-2 Audio Layer II, uma extensão compatível principalmente com versões anteriores que adiciona suporte para áudio multicanal, codificação de taxa de bits variável e taxas de amostragem adicionais, definidas na ISO/IEC 13818-3. A abreviação MP2 também é às vezes erroneamente aplicada a vídeo MPEG-2 ou áudio MPEG-2 AAC.